# 巴扎尼 (布斯克區)
50°6′5″N 24°48′25″E / 50.10139°N 24.80694°E
巴扎尼（烏克蘭語：Бажани），是烏克蘭西部的村莊，隸屬利維夫州的佐洛奇夫區。該村始建於1600年，面積0.17平方公里，海拔高度222米，2001年人口67，人口密度每平方公里394.12人。